# Open Toren Dag Amsterdam
De Open Toren Dag (OTD) is een jaarlijks evenement in Amsterdam. De doelstelling is het (zoveel mogelijk kosteloos) openstellen van oude en hedendaagse torens die normaal niet zijn te bezoeken. 
De eerste OTD werd gehouden in 2012. In totaal deden 12 torens mee, waaronder de Montelbaanstoren, de Waag, maar ook het Mövenpick Hotel en het Fletcher Hotel Amsterdam. De opening vond plaats boven op de toren van de Beurs van Berlage.
Voorafgaand aan de opening spelen de beiaardiers Amsterdamse melodieën vanaf de Zuiderkerkstoren, Oudekerkstoren en vanuit de koepel van het Paleis op de Dam.
Het aantal deelnemende gebouwen wisselt per jaar. In 2017 waren er bijvoorbeeld 28 torens te bezichtigen, in 2019 waren het er 21.
Vanwege de coronapandemie vond de editie van 2021 digitaal plaats.